# Krylbo köping
Denna artikel handlar om den tidigare kommunen Krylbo köping. För orten se Krylbo.
Krylbo köping var en kommun i Kopparbergs län.

## Administrativ historik
Köpingen bildades den 1 januari 1919 genom en utbrytning av Krylbo municipalsamhälle ur Folkärna landskommun enligt beslut den 10 juli 1914 och 16 oktober 1918. Vid bildandet omfattade köpingen an areal av 1,80 km², varav 1,80 km² land, och hade 1 750 invånare.
Den 1 januari 1952 (enligt beslut den 20 oktober 1950) överfördes till köpingen från Folkärna landskommun ett område med 54 invånare och omfattande en areal av 3,40 kvadratkilometer, varav 3,36 land.
Köpingen inkorporerades 1 januari 1967 i Avesta stad som 1 januari 1971 ombildades till Avesta kommun.

### Judiciell tillhörighet
Krylbo köping tillhörde i judiciellt hänseende Folkare tingslag och Hedemora domsaga.

### Kyrklig tillhörighet
Krylbo köping tillhörde i kyrkligt hänseende Folkärna församling (Krylbo kyrkobokföringsdistrikt från och med 1 januari 1945).

## Köpingvapen
Blasonering: I blått fält ett bevingat hjul av guld och däröver en av en vågskura bildad ginstam av guld, vari två korslagda dalpilar.
Vapnet fastställdes 1948.

## Geografi
Krylbo köping omfattade den 1 januari 1952 en areal av 6,60 km², varav 6,36 km² land.

### Tätorter i köpingen 1960
I Krylbo köping fanns del av tätorten Avestaa, som hade 4 209 invånare i köpingen den 1 november 1960. Tätortsgraden i köpingen var då 99,1 procent.

## Befolkningsutveckling
| Befolkningsutvecklingen i Krylbo köping 1920–1965 | Befolkningsutvecklingen i Krylbo köping 1920–1965 | Befolkningsutvecklingen i Krylbo köping 1920–1965 | Befolkningsutvecklingen i Krylbo köping 1920–1965 | Befolkningsutvecklingen i Krylbo köping 1920–1965 |
| --- | ------------------------------------------------- | ------------------------------------------------- | ------------------------------------------------- | ------------------------------------------------- |
| |                                                   |                                                   |                                                   |                                                   |
| År |                                                   |                                                   | Invånare                                          |                                                   |
| 1920 | 1920                                              |                                                   | 1 873                                             | 1 873                                             |
| 1925 | 1925                                              |                                                   | 1 826                                             | 1 826                                             |
| 1930 | 1930                                              |                                                   | 1 861                                             | 1 861                                             |
| 1935 | 1935                                              |                                                   | 1 957                                             | 1 957                                             |
| 1940 | 1940                                              |                                                   | 2 101                                             | 2 101                                             |
| 1945 | 1945                                              |                                                   | 2 425                                             | 2 425                                             |
| 1950 | 1950                                              |                                                   | 2 817                                             | 2 817                                             |
| 1955 | 1955                                              |                                                   | 3 503                                             | 3 503                                             |
| 1960 | 1960                                              |                                                   | 4 306                                             | 4 306                                             |
| 1965 | 1965                                              |                                                   | 4 718                                             | 4 718                                             |
| Invånarantalet den 31 december nämnda år enligt den administrativa indelningen den 1 januari nästföljande år. Källa: SCB - Befolkning 1851 - 1910, SCB - Folkmängd inom administrativa områden 1910-1961 och Folkmängd 31 dec 1950-1975 i län, kommuner och församlingar enligt kommunindelningen 1 jan 1976. |                                                   |                                                   |                                                   |                                                   |

## Politik

### Mandatfördelning i valen 1938-1962
| 14 | 4 | 2 |

| 17 | 3 |

| 15 | 4 | 1 |

| 18 |

| 2 | 13 | 4 | 1 |

| 20 |

| 14 | 5 | 1 |

| 16 | 4 |

| 16 | 6 | 3 |

| 20 | 5 |

| 17 |  | 4 | 3 |

| 20 | 5 |

| 18 | 2 | 4 |  |

| 21 | 4 |

## Namnet
Enligt Svensk uppslagsbok är förleden Kryl inte tolkad. Bo antogs vara plural av fornsvenska bodh (fäbod).